# Syčëvo
Syčëvo è una cittadina della Russia europea centrale, situata nella oblast' di Mosca (rajon Volokolamskij).
Sorge circa 90 chilometri a nordovest di Mosca, nella regione delle alture di Mosca.